# 铁关村站
铁关村站位于福建省南平市光泽县华桥乡，建于1956年。距鹰潭站80公里，距厦门站614公里，是鹰厦铁路进入福建后的第一站，因位于入闽要隘铁牛关下的铁关村而得名。现为四等站。客运办理旅客乘降，不办理行李包裹托运，货运办理整车货物发到。